# 鞏成
巩成（？—？），春秋时期周朝的大夫。
周灵王的太子晋（王子乔）已死，儋季的儿子儋括想立王子佞夫为王，而不是王子贵。前543年五月初四，周灵王驾崩后，尹言多、刘定公毅、单献公蔑、甘悼公过、巩成杀死儋括支持的王子佞夫。儋括、王子瑕、王子廖逃到晋国。书曰“天王杀其弟佞夫。”